# Ján Svorada
Ján Svorada (ur. 28 sierpnia 1968 w Trenczynie) – czeski kolarz szosowy urodzony na Słowacji, startował wśród profesjonalistów w latach 1991–2005. Jeden z najlepszych sprinterów na świecie, zwycięzca pięciu etapów w Giro d’Italia, trzech w Tour de France i trzech w Vuelta a España. W tych najważniejszych kolarskich wyścigach na świecie bardzo rzadko był sklasyfikowany (na 20 startów tylko siedmiokrotnie) – najwyżej w 2003 roku, zajmując 89. pozycję. Tour de France ukończył trzykrotnie, nigdy jednak nie będąc w pierwszej setce na mecie w Paryżu. Zwycięzca (jako obywatel Czechosłowacji) Wyścigu Pokoju (1990). Trzykrotnie (1996, 2000, 2004) startował w igrzyskach olimpijskich.

## Najważniejsze zwycięstwa
- 1990 – Wyścig Pokoju
- 1992 – etap w Tour de Romandie
- 1994 – trzy etapy w Giro d’Italia, etap w Tour de France, Midi Libre, etap w Tour de Romandie
- 1995 – etap w Giro d’Italia, etap w Tirreno-Adriático
- 1996 – etap w Tirreno-Adriático, Étoile de Bessèges, Grand Prix de Denain, etap w Tour de Suisse, mistrzostwo Czech ze startu wspólnego
- 1997 – trzy etapy w Dookoła Katalonii, trzy etapy w Vuelta a España
- 1998 – etap w Tirreno-Adriático, mistrzostwo Czech ze startu wspólnego, etap w Tour de France, GP Rik Van Steenbergen
- 1999 – Clásica de Almería, etap w Tirreno-Adriático
- 2000 – etap w Tirreno-Adriático, etap w Giro d’Italia
- 2001 – etap w Tour de France
- 2004 – etap w Tour de Romandie
- 2005 – mistrzostwo Czech ze startu wspólnego